# Barakçıkale
Koordinaten: 36° 28′ 44,1″ N, 34° 0′ 1,9″ O

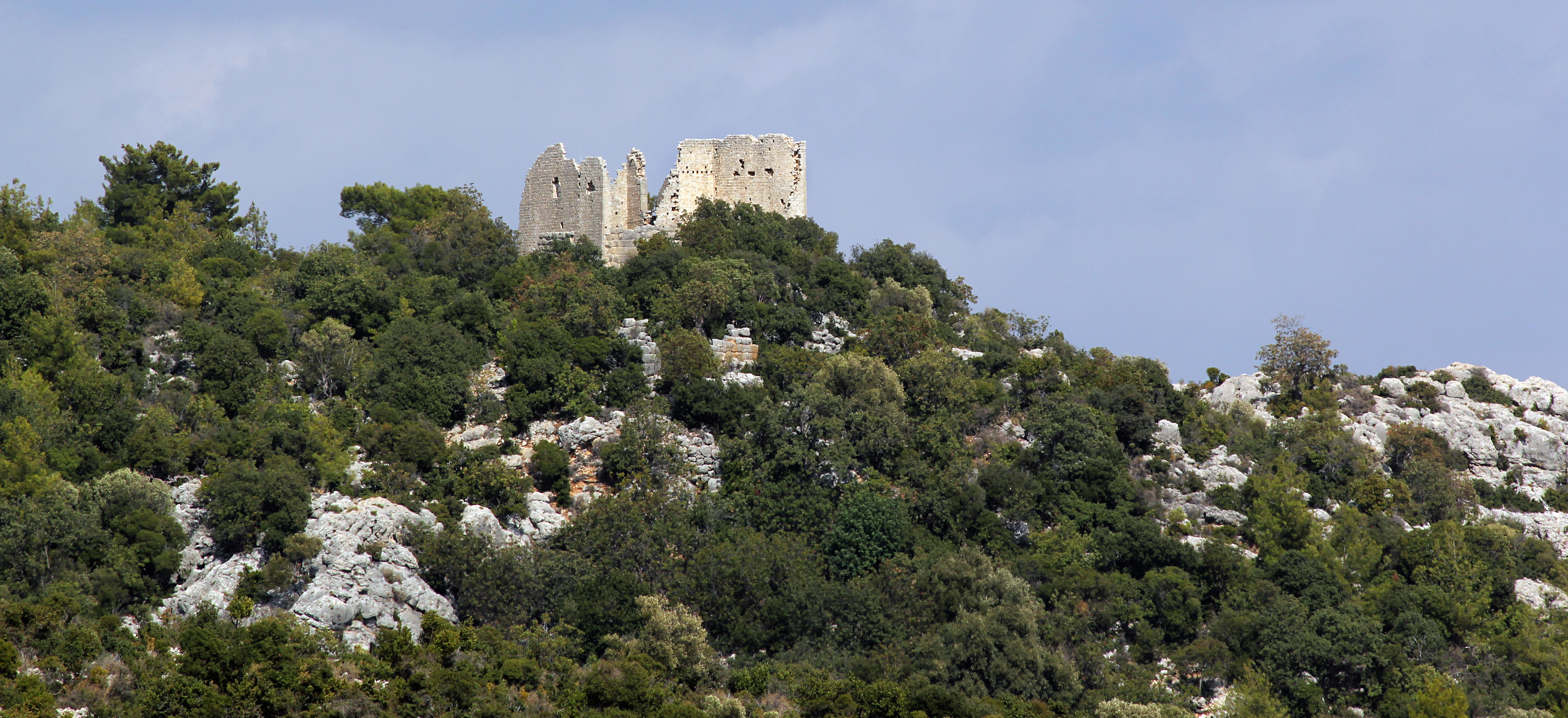
Barakçıkale von Südwesten
links Bau B, rechts Bau A, davor am Hang Reste von Bau C

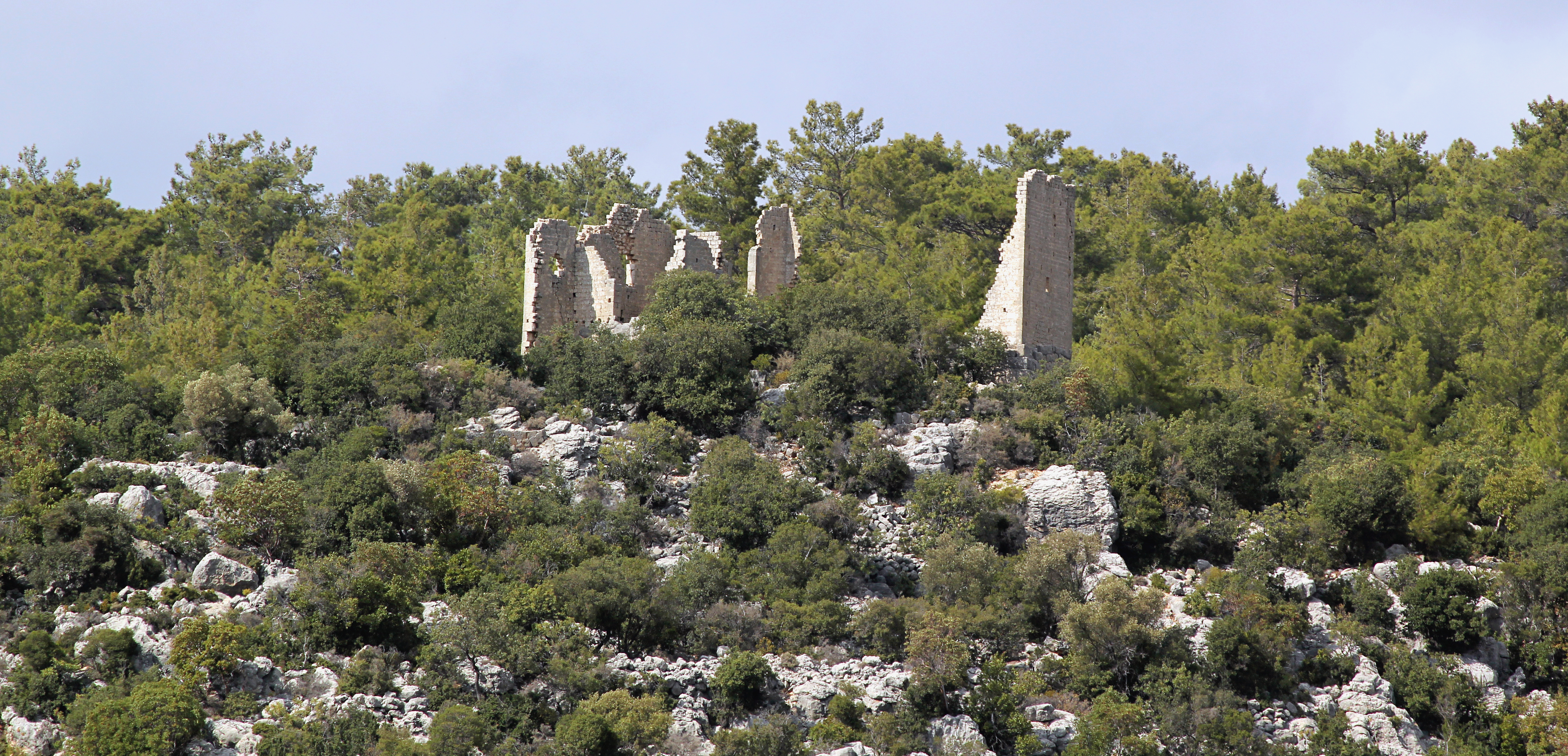
Ansicht von Südosten
rechts Bau A, links Bau B

Barakçıkale, auch Barakçıkalesi, bezeichnet einen Ruinenkomplex aus mehreren Gebäuden  im Rauen Kilikien. Die Bauten sind in hellenistischer bis römisch-frühbyzantinischer Zeit entstanden. Sie stellen wahrscheinlich die Reste eines landwirtschaftlichen Gehöfts dar, dem möglicherweise auch militärische Bedeutung zukam.

## Lage
Barakçıkale liegt südöstlich von İmamlı im Bezirk Silifke der türkischen Provinz Mersin. Die Gebäude stehen an der Westseite des Tales Yenibahçe Deresi, das sich vom Küstenort Atakent, dem antiken Korasion, nach Norden durch das bergige Hinterland zieht, auf einem breiten Felssporn hoch über der Schlucht. Südlich davon führt in engen, steilen Serpentinen die moderne Straße durch das Tal, die über das in der Talsohle liegende Dorf Yenibahçe die beiden Straßen verbindet, die westlich und östlich der Schlucht von der Mittelmeerküste nach Uzuncaburç mit den antiken Städten Olba und Diokaisareia führen. Beide entsprechen ungefähr antiken Straßenverläufen. Auf der gegenüberliegenden Ostseite der Schlucht liegen in ähnlicher Lage die Ruinenstätten von Tekkadın und Paslı. Seiner exponierten Lage über dem Yenibahçe-Tal verdankt der Bau die türkische Bezeichnung Kale (Burg).

## Aufbau
Die Anlage entstand deutlich erkennbar in mindestens zwei Phasen. Der Ursprung waren die beiden von Held und Hellenkemper als Bau A und B bezeichneten hellenistischen Gebäude. Bau A im Norden, ein zweiräumiger Turm, war mit dem 2,60 Meter westlich davon liegenden Bau B wohl der älteste Teil. Bei Bau B handelte es sich um einen quadratischen, mehrgeschossigen Turm mit Innenmaßen von 5,43 × 5,45 Metern. A und B waren aus bossierten Quadern errichtet. Bau C, südlich davon am Hang liegend, bestand dagegen aus außen geglätteten Quadern. Er war in mindestens drei rechteckige Räume geteilt. Alle Gebäude bestanden aus doppelschaligem Mauerwerk mit Wandstärken zwischen 0,90 und 1,25 Metern. Die Entstehung wird bei A und B ins 3. Jahrhundert, bei C ins 1. Jahrhundert v. Chr. datiert. Gewisse Bauelemente wie beispielsweise Schlitzfenster sind charakteristisch für die Architektur des olbischen Priesterstaates. Olbische Zeichen sind nicht vorhanden, können aber bei der späteren Zerstörung verloren gegangen sein.
Im 1. Jahrhundert vor oder nach Christi Geburt wurde die Anlage, vielleicht durch ein Erdbeben, zerstört und lag einige Zeit in Trümmern. Etwa in der mittleren Kaiserzeit wurde der Komplex wieder aufgebaut. Während die vorhandenen Reste der Polygonalquader stehen blieben, wurde das neu aufgehende Mauerwerk in deutlich kleineren Steinen in Lagen zwischen 16 und 18 Zentimetern errichtet. Die Mauerstärke betrug nur noch um 0,58 Meter. Die Gebäude A und B wurden mindestens dreigeschossig gebaut und hatten hochrechteckige Rundbogenfenster, an Bau B wurde im Norden ein neues Teil mit Gurtbögen angeschlossen. Der Aufbau von Gebäude C blieb im Wesentlichen bestehen. Die Gesamtanlage wurde nun mittels zusätzlicher Mauern mit Türen zu einem umschlossenen Komplex zusammengefasst. Die Bauten blieben bis in frühbyzantinische Zeit in Benutzung.
Friedrich Hild und Hansgerd Hellenkemper, die den Ort in den 1980er Jahren besuchten, hielten die Anlage für einen Wohnplatz mit landwirtschaftlicher oder auch waldwirtschaftlicher Grundlage. Ölpressen oder andere landwirtschaftliche Anlagen konnten jedoch nicht nachgewiesen werden. Die türkische Archäologin Serra Durugönül, die 1995 gemeinsam mit ihrem deutschen Kollegen Hanns Gabelmann die Türme im Rauen Kilikien erforschte und vermaß, hält eine militärische Nutzung für wahrscheinlich. Eine dazu gehörige Siedlung ist ebenfalls nicht vorhanden, weshalb sie von einem reinen Garnisonsstandort ausgeht.